# Teatro Andreas Gryphius
Il Teatro Andreas Gryphius è un edificio teatrale classicista situato a Głogów, nella parte centrale della Città Vecchia, vicino al municipio. Fu costruito nel 1799 secondo il progetto di Christian Valentin Schultze come sede di un teatro multi-dipartimento, che offriva diversi generi teatrali contemporaneamente. Il teatro operò nell'edificio quasi fino alla fine della seconda guerra mondiale, quando l'edificio, insieme all'intera città, fu distrutto a seguito dell'offensiva sovietica su Głogów. Nei decenni successivi furono proposti diversi progetti di ricostruzione del teatro, ma nessuno di essi fu implementato. Alla fine, l'edificio è stato ricostruito secondo il progetto originale tra il 2017 e il 2019 per ospitare la filiale del Centro Culturale Comunale, nonché concerti, spettacoli e convegni.

## Storia

### Costruzione e attività
Nella seconda metà del XVIII secolo, nelle città della Slesia cresce l'idea di costruire stanze separate per la rappresentazione di spettacoli teatrali. Alla fine di quel secolo, molte città istituirono associazioni per la promozione della cultura teatrale, i cosiddetti Theaterbetrieb, che ispirarono la costruzione o l'adattamento di sale destinate a produzioni teatrali e concerti. I direttori delle compagnie teatrali cercarono anche di abbandonare le tournée per mettere in scena le loro esibizioni durante la stagione principale, se possibile, in un unico luogo.
A quel tempo, a Głogów non c’erano locali adatti per rappresentazioni teatrali, le quali si tenevano solitamente nella camera di ridotta dell'edificio eretto tra il 1774 e il 1775 al posto di panchine cittadine demolite. Tuttavia, la camera di ridotta aveva una capienza modesta. All'inizio del 1798 il regista teatrale Johann Faller giunse a Głogów da Jawor con l'intenzione di ottenere una concessione speciale per le messe in scena. Egli inoltre si adoperò per fondare un palcoscenico permanente nella città. La camera di ridotta era troppo piccola per quello scopo e la ricostruzione prevista del magazzino comunale del sale della città era troppo costosa. Alla fine di novembre 1798 Christian Valentin Schultze, capo del dipartimento edilizio dell'Ufficio per la guerra e il dominio di Głogów, propose la costruzione di un nuovo piano sopra la camera di ridotta, la quale sarebbe stata adibita per scopi teatrali. Schultze sosteneva che, considerando il pericolo del crollo delle capriate del tetto, sarebbero state comunque prese in breve tempo contromisure, quindi il progetto sarebbe stato finanziariamente vantaggioso. In una lettera dell'11 gennaio 1799 Schultze presentò il progetto e il preventivo di spesa per la costruzione.
La sua stima prevedeva l'estensione del piano basso, la costruzione di una nuova linea del camino, il sostegno della facciata occidentale con contrafforti e quella orientale con un potente avancorpo sull'asse della scarpata. Propose anche un nuovo progetto architettonico delle facciate in stile classicista basato su modelli architettonici di Potsdam e Berlino. Stimò il costo dei lavori di 2.000 talleri. Il progetto di Schultze trovò il sostegno della Camera della Guerra e del Dominio, che il 2 febbraio 1799 riferì la disponibilità immediata a fornire collaboratori e operai edili. I lavori, diretti dallo stesso Schultze, iniziarono nell'aprile 1799. Già a dicembre la costruzione fu completata. Il progetto fu realizzato per intero, anche se superò notevolmente i costi previsti.
All'inizio del XIX secolo Głogów fu la seconda città della Slesia, dopo Breslavia, ad avere il proprio teatro. Le esibizioni si tenevano solitamente solo nelle stagioni invernali. Il teatro offriva diversi spettacoli di vari generi teatrali contemporaneamente. Dall'inizio della sua attività fino al 1933, il teatro si dotò dell'opera e del gruppo teatrale permanente, e dal 1820 vi si esibirono anche compagnie teatrali e d'opera straniere. A partire dal 1870 acquistarono importanza in particolare i gruppi d'opera e di operetta. Oltre alle opere teatrali, il teatro Głogów mise in scena anche dei balletti. Inoltre, sul palco si esibirono artisti di livello mondiale. Il pianista e compositore Franz Liszt vi tenne un concerto nel marzo del 1843. Il primo piano dell'edificio fu utilizzato per il commercio di carne.
La sala teatrale originale del complesso di Głogów era piccola, stretta e angusta. Nel 1839 fu rimosso il soffitto tra le stanze del piano superiore e la sala del teatro soprastante, e furono costruire la loggia e l’anfiteatro con il sipario. Ciò porto alla creazione di un grande auditorium, pertanto l'edificio venne chiamato teatro comunale. Nel 1859 le scale dalla parte interna dell'edificio furono spostate verso l'esterno.
All'inizio degli anni ’60 del XIX, il poeta Karl Eduard von Holtei suggerì di erigere il monumento ad Andreas Gryphius a Głogów. Nel 1861 si tenne una conferenza sul racconto contadino Die geliebte Dornrose (in polacco "Ukochany kolec rózy"), e il reddito ricavato costituì la base del fondo per la costruzione del monumento. Due anni dopo, la commissione composta dal consiglio comunale di Głogów e dalla comunità scientifica decise di erigere un busto di Gryphius e di collocarlo sopra l'ingresso principale del teatro comunale. Il 16 luglio 1864, nell’anniversario della morte di Andreas Gryphius, si tenne una cerimonia solenne per l'inaugurazione del suo busto, realizzato dallo scultore Michaelis di Breslavia.
Nel 1867 nel teatro fu installata l'illuminazione a gas (fino ad allora esso si basava sull'illuminazione a cherosene). Negli anni 1926-1928 fu effettuata una profonda ricostruzione dell'edificio, che comportò la demolizione della scala esterna e, al posto della loggia, fu costruito un balcone in cemento armato con il palcoscenico girevole. Dopo la ricostruzione, l'auditorium del teatro aveva 453 posti a sedere.

## Distruzione e successiva ricostruzione

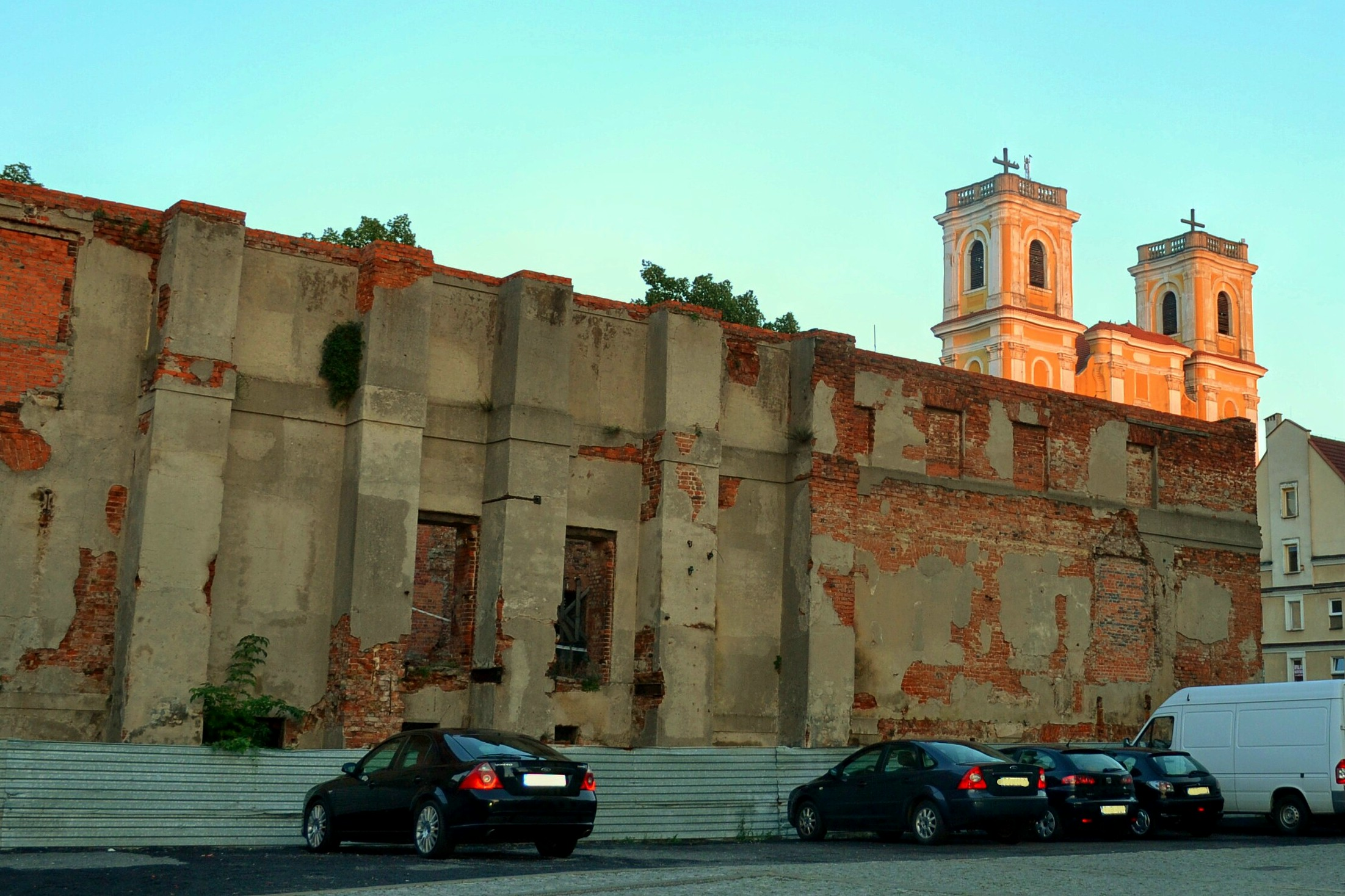
La facciata occidentale del teatro in rovina nel 2012

Il teatro di Głogów funzionò ininterrottamente quasi fino alla fine della seconda guerra mondiale. L'ultima rappresentazione ebbe luogo nel dicembre 1944. Poche settimane dopo, a seguito dell'offensiva sovietica su Głogów, l'edificio, insieme a tutta la città, fu distrutto.

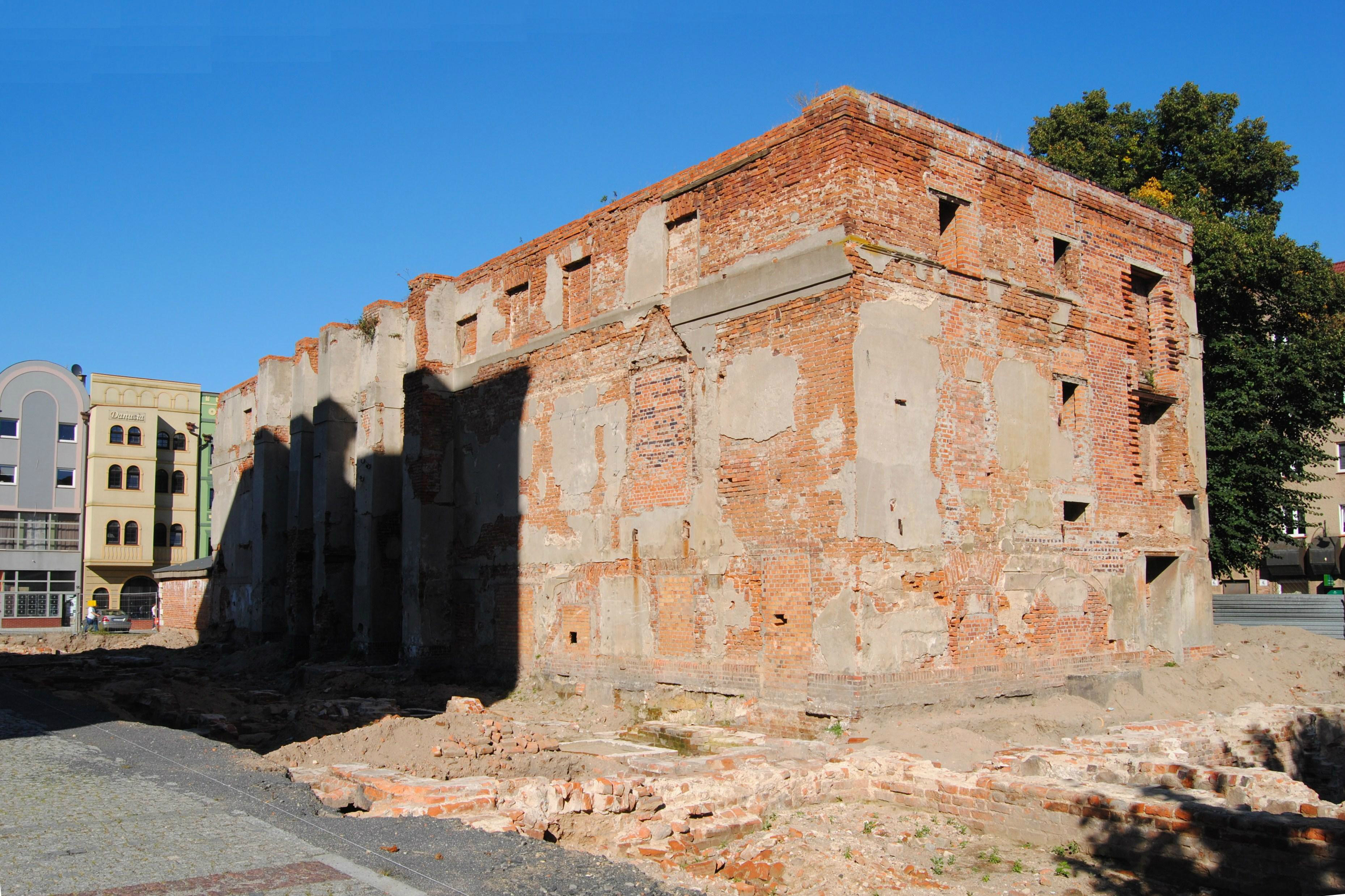
Rovine del teatro, vista da ovest nel 2016

Il primo progetto di ricostruzione della struttura apparve nel 1959 e prevedeva anche un cinema con circa 300 posti a sedere, nonché un palcoscenico per spettacoli teatrali. L'investimento avrebbe dovuto essere completato tre anni dopo, ma alla fine non fu più realizzato: l'edificio fu invece ripulito dalle macerie e le sue stanze al piano terra furono utilizzate come garage per immagazzinare le attrezzature della società di demolizione. Nel 1976 venne proposta l'idea di ricostruire il teatro e il vicino municipio e di collegare i due edifici con un passaggio in vetro. L'edificio sarebbe dovuto diventare la sede di un'istituzione culturale denominata "Casa del giovane minatore", tuttavia il progetto non fu realizzato a causa dei costi elevati della cifra stimata di quasi 170 milioni di zloty. Un'altra idea di ricostruzione del teatro risalente al 1988 prevedeva l'inclusione della "Dom Hutnika" ("La casa del metallurgista"), di una sala teatrale, della sede della Federazione delle associazioni di ingegneria, di una libreria e di una caffetteria, ma ancora una volta il progetto si rivelò infruttuoso.
Il tema della ricostruzione del teatro tornò in auge nel 1991, quando il consiglio comunale istituì la Fondazione per la ricostruzione del teatro Andreas Gryphius, la quale nel 1994 indisse un bando di concorso per il progetto di ricostruzione, vinto poi dallo Studio di architettura, scultura e conservazione degli stucchi di Breslavia. Il progetto vincitore non fu mai realizzato e da allora nell'edificio furono eseguiti sporadicamente solo lavori di conservazione..

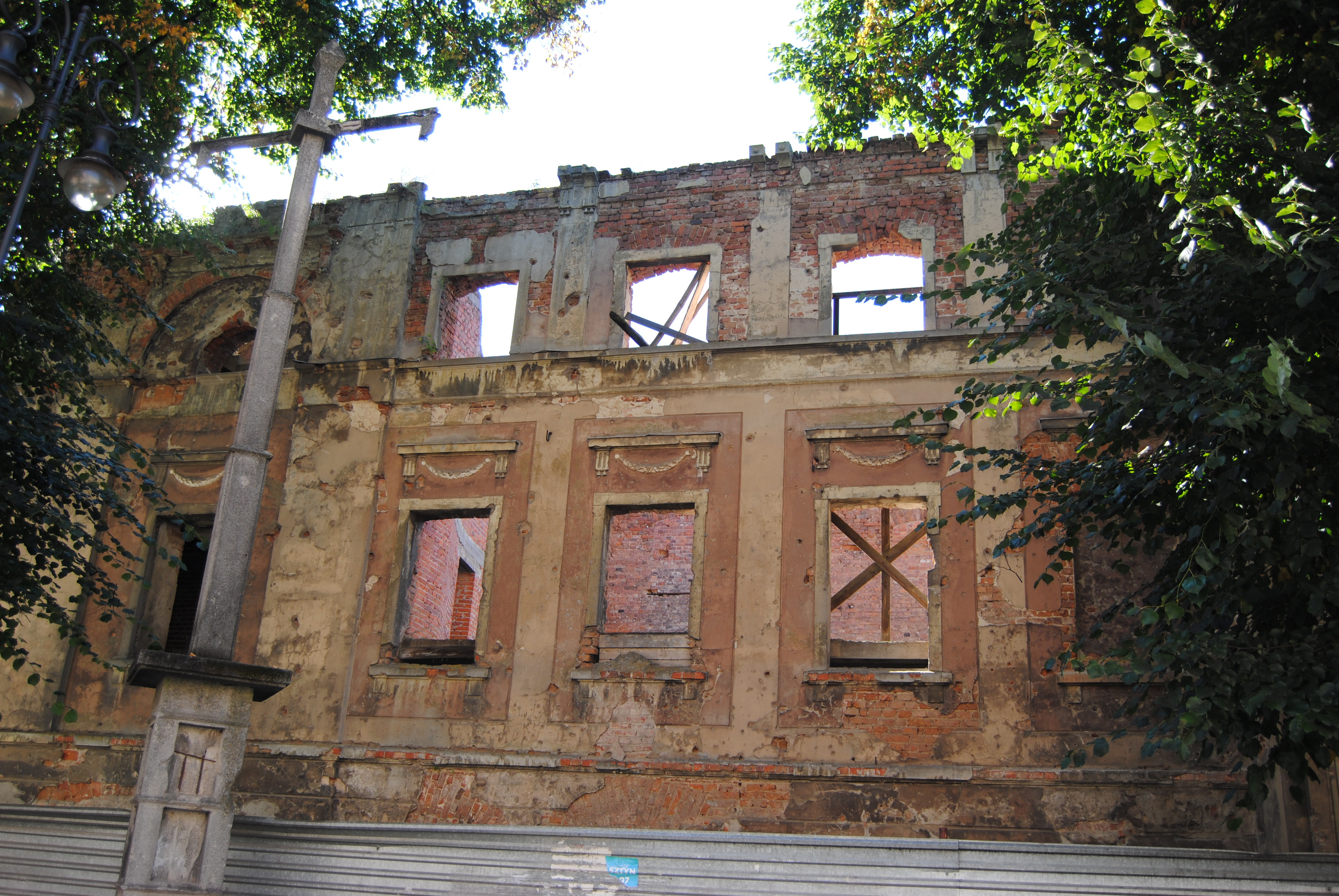
Facciata orientale nel 2016

In occasione del 200º anniversario dell'apertura del teatro di Głogów nel 1999, nella città si svolsero diversi eventi significativi, tra cui la sessione del consiglio comunale dedicata alla storia dello spettacolo teatrale nella Slesia. Inoltre, l’Associazione della Terra di Głogów pubblicò ul libro sulla storia del teatro.
Nel 2014 le autorità cittadine indissero un bando per la preparazione di "progetti architettonici e urbanistici per la ricostruzione e l'ampliamento dell'ex Teatro Comunale per le esigenze della scuola di musica di Głogów, insieme allo sviluppo della Piazza del Mercato nella Città Vecchia".
Entro il termine previsto dal concorso, l’ente appaltante ricevette 17 progetti, la maggior parte dei quali prevedeva la ricostruzione delle strutture esterne dell'edificio del teatro e la costruzione di un edificio modernista ad esso collegato nelle immediate vicinanze. In conformità ai risultati del bando annunciato il 5 settembre 2014, la giuria selezionò cinque opere presentate e agli autori di quattro di esse furono inoltre assegnati premi in denaro (due per un importo di 20.000 zloty ciascuno e gli altri due pari a 5.000 zloty). Tuttavia, negli anni successivi nessuno dei progetti premiati fu realizzato.
Infine, le autorità di Głogów prepararono il proprio progetto, che ricalcava quello antecedente la seconda guerra mondiale, ai fini di trasformare il teatro nella sede della filiale del Centro Culturale Municipale, dove si sarebbero tenuti concerti, spettacoli e conferenze. Il 14 luglio 2017, il sindaco di Głogów Rafael Rokaszewicz firmò con il presidente della compagnia Pre-Fabrykat di Karpacz Stanisław Tomkiewicz il contratto per la ricostruzione del teatro e della casa popolare ad esso collegata, ed alla fine del mese si assistette all'inizio dei lavori di costruzione dell'edificio. Il bilancio comunale stanziò 15 milioni di zloty per la ricostruzione, e il comune beneficiò di 5 milioni di zloty dai fondi dell'Unione europea. Durante i lavori di costruzione furono recuperati e conservati gli elementi originari, compresi i dettagli architettonici. Inoltre vennero ricostruiti gli elementi e gli intonaci inesistenti sui prospetti est, sud e nord includendo il colore originale.
Il 9 settembre 2019 la copia del busto di Andreas Gryphius (l'originale sopravvisse alla seconda guerra mondiale, ma andò perduto nel 1959 in circostanze misteriose) venne collocata sopra l'ingresso dell'edificio con l'aiuto di un gru. Il costo della copia, inclusa la sua installazione, ammontò a 50.000 zloty. Il 21 novembre successivo, il teatro venne messo a disposizione dei visitatori, e il giorno dopo si tenne la cerimonia di apertura..

## Architettura
Il Teatro Andreas Gryphius è un edificio a pianta rettangolare dalle dimensioni di 50 x 12,5 m. Le sue facciate sono in stile classicista. La facciata orientale è variopinta e suddivisa in zone: lo zoccolo è rosso, mentre i piani sono giallo grigiastri e marroni. Il suo forte accento è l’avancorpo centrale con superficie organizzata da una grande nicchia con la volta a conchiglia, il cui intradosso presenta decorazione a cassettoni carminio con le rosette dorate. All'interno della nicchia ci sono due colonne doriche portatrici della trabeazione, sulla quale c’è incastonato il busto di Andreas Gryphius di 400 kg, con sotto l'iscrizione Gryphius 1616-1664 in lettere d'oro.
Al di sotto della trabeazione, nella superficie della nicchia, è collocata una fascia larga 5 metri di fregio figurato con immagini delle antiche scene allegoriche, che celebrano la gioia nel praticare diversi tipi di arte. Nell'asse della risalita centrale sulla facciata occidentale si trovano dei contrafforti che ne rafforzano la struttura.